# Sex Bomb (utwór muzyczny Toma Jonesa)
Sex Bomb – utwór muzyczny walijskiego piosenkarza Toma Jonesa i niemieckiego producenta Mousse’a T., wydany w 2000 jako singiel z albumu Jonesa pt. Reload. Autorami piosenki są Mousse T. i Errol Rennalls.
Utwór został nagrany już po skompletowaniu materiału na płytę pt. Reload, dlatego producenci początkowo sceptycznie podchodzili do umieszczenia go na albumie. Ostatecznie znalazł się na płycie i osiągnął międzynarodowy sukces komercyjny, dotarł do pierwszego miejsca na liście European Hot 100 oraz na szczyt krajowych list przebojów we Francji, Polsce i Szwajcarii, a także m.in. do drugiego miejsca we Włoszech, Belgii, Hiszpanii i Islandii, do trzeciego miejsca w Austrii, Niemczech, Rumunii i Wielkiej Brytanii oraz do piątego miejsca w Finlandii. Był także trzecim najpopularniejszym przebojem radiowym roku 2000 w Europie.